# معاهدة الطائف
معاهدة الطائف؛ هي معاهدة تمت عام 1934 م بين السعودية والمملكة المتوكلية اليمنية ، وكانت في قلعة الطائف في منطقة الدريهمي بمدينة الحديدة اليمنية وذلك عقب مفاوضات بين الجانبين تمت في 18، و19 مايو 1934، بوساطة المجلس الإسلامي الأعلى.
أعلن الاتفاق نهاية الحرب السعودية اليمنية التي اشتعلت في الثلاثينيات من القرن العشرين بسبب أراضي الإمارة الإدريسية، وإقامة علاقات سلميّة بين الدولتين.
واعتراف كل طرف باستقلال وسيادة الطرف الآخر كما أبدى الاتفاق اهتماماً خاصاً بتعاون الطرفين في كشف العناصر المعادية لنظاميهما. حددت الرسائل المتبادلة الملحقة بالاتفاق، شروط تسليم الأدارسة اللاجئين في اليمن إلى السعودية، وفي 26 يونيو 1934 الموافق 14 ربيع الأول 1353 هـ تسلَّم السلطان عبد العزيز أفراد أسرة الأدارسة من إمام اليمن الذي ضمن شروط الصلح بينهما.

## نبذة مختصرة
بعد سقوط الإمبراطورية العثمانية قسم البريطانيون الجزيرة العربية، واستقل شمال اليمن عن الإمبراطورية العثمانية عام 1849، وقامت المملكة المتوكلية عام 1918 بعد سقوط الدولة العثمانية وملوكها من آل حميد الدين. وكان الأدارسة يسيطرون على جازان والسواحل الغربية حتى الحديدة وعقدوا معاهدة صداقة مع الإنجليز عام 1915 وبدأ بتلقي المساعدات المالية عام 1917 وأقاموا معاهدة مشابهة مع ابن سعود عرفت بمعاهدة دارين بحضور النقيب ويليام هنري شكسبير وتخلى البريطانيون عن سياسة عدم التدخل في شؤون وسط والجنوب الغربي من شبه الجزيرة العربية وسلموا الحديدة إلى الأدارسة عام 1926 كانت علاقة الإمام يحيى حميد الدين سيئة مع الإنجليز وكان يحاول بسط نفوذالمملكة المتوكلية على باقي اليمن فخاض حروباً ضد سلاطين جنوب اليمن المرتبط بالإنجليز، وكان جيشه على بعد خمسين كيلو متراً من عدن فتدخل البريطانيون أخيراً وقصفوا قعطبة وتعز بالطائرات لمدة خمسة أيام وخاض حروباً مماثلة مع الإمارة الإدريسية دفعت الأدارسة للالتحاق بابن سعود، أدرك الإمام أن توقيع معاهدة مع الإنجليز أمر لا مفر منه خاصة أن قوات ابن سعود كانت تهدد المناطق الشمالية للبلاد. في عام 1932، توجه الإمام إلى مناطق قبائل وائلة ومنها إلى نجران موطن قبيلة يام. عدد كبير من هذه القبيلة ناصر الإمام وطُرد جيش ابن سعود من المنطقة
نجران لم تكن مصدر المشكلة بل جازان، إذ أدرك الأدراسة أن ابن سعود سيبتلع بلادهم فنقضوا الحلف بينهم وبينه والتحقوا بالإمام عام 1933 وكانت قوات ابن سعود تحاول استعادة السيطرة على نجران حينها، فهرب كثير من سكان نجران إلى عسير وقامت الحرب اليمنية السعودية عام 1934 وكانت حربا بين الأدارسة في جازان والحديدة التابعة للإمارة الإدريسية حينها، وابن سعود، ولم تشتبك قوات الإمام مع ابن سعود إلا في نجران، واستعاد ابن سعود نجران وانسحب من مائة كيلو متر بعد صبيا كانت قد سقطت بيده من الأدارسة وتم توقيع معاهدة الطائف في1934 لإدراك الإمام أن قواته لن تصمد أمام قوات ابن سعود وقوات سلاطين قبائل جنوب اليمن، وكلاهما كان متعاهداً مع الإنجليز، نصت المعاهدة بين الإمام والإنجليز على ضرورة تجديدها كل أربعين سنة، ومع ابن سعود كل عشرين سنة، وكانت هذه المعاهدة هي ما حدد حدود ما عُرف بشمال اليمن بين ابن سعود في شماله، والإنجليز وسلاطين ماعُرف باليمن الجنوبي في جنوبه، وجاء في المعاهدة أن تُضم جازان إلى السعودية عقب وفاة الأمير الإدريسي
في عام 1962، قامت ثورة أخرى استطاعت إسقاط الإمامة وقتل الإمام أحمد ومحاصرة قصر الإمام محمد البدر حميد الدين وإعلان الجمهورية الثورية في 26 سبتمبر 1962، ففر الإمام البدر إلى السعودية التي قدمت له الدعم وأغرقته والقبائل الموالية بالأموال ومن خلفه بريطانيا، واستمرت المعارك التي تدخل فيها الجيش المصري لصالح الثوار الجمهوريين سبع سنوات انتهت بانتصار الجمهوريين وقيام الجمهورية العربية اليمنية.
في 1974، طلبت السعودية اعتماد الحدود نهائيا ووافق وزير الخارجية اليمني آنذاك على الطلب إلا أنه قوبل برفض شعبي وسياسي كذلك أدى إلى رفضه تم اعتماد الحدود بعد اتفاق جدة في 13 يوليو عام 2000.

## المعاهدة
نصت معاهدة الطائف على وقف الحرب بين البلدين، واستقلال كل منهما، كما قامت بتعيين الحدود بينهما، وتحددت مدة سريانها بعشرين عاماً على أن تجدد من تلقاء نفسها ما لم يعرب أحد الطرفين أو كلاهما عن رغبته في تعديلها.، رسمت المعاهدة الحدود بين البلدين كما وتضمنت 23 مادة كما نصت المادة الرابعة على تحديد الحدود بين نقطة ميدى والموسم على البحر الأحمر وحتى أطراف الحدود بين من عدايام بن زيد وائلى وغيره وبين (يام) على أن يكون كل ما هو يسار هذا الخط للسعودية وكل ما على يمينه لليمن.
وتضمنت المادة الثانية اعترافا متبادلا وواضحا باستقلال كل من الطرفين، وان يسقط كل منهما أي حق يدعية في تعديل هذه الحدود كما نصت المادة الخامسة على تعهد الطرفين بعدم أيجاد أي بناء محصن في مسافة خمسة كيلومترات من كل جانب من جانبى الحدود وتضمنت المادة الثامنة التزام الطرفين بالامتناع عن الرجوع للقوة لحل المشكلات بينهما سواء كان سببها هذه المعاهدة أو تفسير بعض موادها وفي حالة عدم التوفيق يلجأ الطرفان إلى التحكيم الموضحة شروطه في ملحق المعاهدة.
وحددت المادة 22 مدة الاتفاقية بعشرين سنة قمرية تامة قابلة للتجديد أو للتعديل خلال الستة أشهر الأولى التي تسبق تاريخ انتهاء مفعولها فإذا لم تجدد أو تعدل في ذلك التاريخ تظل سارية المفعول إلى ما بعد ستة أشهر من إعلان أحد الفريقين المتعاقدين الفريق الآخر رغبته في التعديل وشكلت لجنة خاصة قامت بتعيين مواقع الحدود ووضع علاماتها ولم يثر أحد الطرفين مسألة تجديد الاتفاقية أو تعديلها في عامي 1954، 1974.

## نص المعاهدة
معاهدة الطائف بين المملكة المتوكلية اليمنية والمملكة العربية السعودية
6 صفر سنة 1353 هـ 19 مايو سنة 1934 م
| معاهدة الطائف | الحمد لله وحده والصلاة والسلام على من لا نبي بعده، نحن الإمام يحيى بن محمد حميد الدين ملك المملكة اليمانية، بما إنه قد عقدت بيننا وبين الملك الإمام عبد العزيز بن عبد الرحمن الفيصل آل سعود ملك المملكة السعودية، معاهدة صداقة إسلامية وأخوة عربية لإنهاء حالة الحرب الواقعة لسوء الحظ بيننا وبين جلالته ولتأسيس علاقات الصداقة الإسلامية بين البلدين، ووقعها مندوب مفوض من قبلنا ومندوب مفوض من قبل جلالته وكلاهما حائزان للصلاحية التامة المتقابلة وذلك في مدينة جدة في اليوم السادس من شهر صفر سنة ثلاث وخمسين بعد الثلاثمائة والألف وهي مدرجة مع عهد التحكيم والكتب الملحقة بها فيما يلي: معاهدة صداقة إسلامية وأخوة عربية بين المملكة اليمانية وبين المملكة العربية السعودية الإمام يحيى بن محمد حميد الدين ملك اليمن من جهة. والإمام عبد العزيز بن عبد الرحمن الفيصل آل سعود ملك المملكة العربية السعودية من جهة أخرى. رغبة منهما في إنهاء حالة الحرب التي كانت قائمة لسوء الحظ فيما بينهما وبين حكومتيهما وشعبيهما، ورغبة في جمع كلمة الأمة الإسلامية العربية ورفع شأنها وحفظ كرامتها واستقلالها. ونظرًا لضرورة تأسيس علاقات عهدية ثابتة بينهما وبين حكومتيهما وبلاديهما على أساس المنافع المشتركة والمصالح المتبادلة. وحبًا في تثبيت الحدود بين بلاديهما وإنشاء علاقات حسن الجوار وربط الصداقة الإسلامية فيما بينهما وتقوية دعائم السلم والسكينة بين بلاديهما وشعبيهما. ورغبة في أن يكون عضوًا واحدًا أمام الملمات المفاجئة وبنيانًا متراصًا للمحافظة على سلامة الجزيرة العربية قررا عقد معاهدة صداقة إسلامية وأخوة عربية فيما بينهما، وانتدبا لذلك الغرض مندوبين مفوضين عنهما وهما: عن ملك اليمن حضرة صاحب السيادة السيد عبد الله بن أحمد الوزير. وعن ملك المملكة العربية السعودية حضرة الأمير خالد بن عبد العزيز نجل جلالته ونائب رئيس مجلس الوكلاء. وقد منح الملكين لمندوبيهما الآنفي الذكر الصلاحية التامة والتفويض المطلق. وبعد أن اطلع المندوبان المذكوران على أوراق التفويض التي بيد كل منهما فوجداها موافقة للأصول، قررا باسم ملكيهما الاتفاق على المواد الآتية: المادة الأولى: تنتهي حالة الحرب القائمة بين مملكة اليمن والمملكة العربية السعودية بمجرد التوقيع على هذه المعاهدة، وتنشأ فورًا بين الملكين وبلاديهما وشعبيهما حالة سلم دائم وصداقة وطيدة، وأخوة إسلامية عربية دائمة لا يمكن الإخلال بها جميعها أو بعضها. ويتعهد الفريقان الساميان المتعاقدان بأن يحلا بروح الود والصداقة جميع المنازعات والاختلافات التي قد تقع بينهما، وبأن يسود علاقتهما روح الإخاء الإسلامي العربي في سائر المواقف والحالات، ويشهدان الله على حسن نواياهما ورغبتهما الصادقة في الوفاق، والاتفاق سرًا وعلنًا، ويرجوان منه سبحانه وتعالى أن يوفقهما وخلفاءهما وورثاءهما وحكومتيهما إلى السير على هذه الخطة القويمة التي فيها رضا الخالق وعز قومهما ودينهما. المادة الثانية: يعترف كل من الفريقين الساميين المتعاقدين للآخر باستقلال كل من المملكتين استقلا ً لا تامًا مطلقًا وبملكيته عليها، فيعترف الإمام يحيى بن محمد حميد الدين ملك اليمن الإمام عبد العزيز ولخلفائه الشرعيين، باستقلال المملكة العربية السعودية استقلالاً تامًا مطلقًا، وبالملكية على المملكة العربية السعودية، ويعترف الإمام عبد العزيز بن عبد الرحمن الفيصل آل سعود ملك المملكة العربية السعودية للإمام يحيى ولخلفائه الشرعيين باستقلال مملكة اليمن استقلالاً تامًا مطلقًا، وبالملكية على مملكة اليمن. ويسقط كل منهما أي حق يدعيه في قسم أو أقسام من بلاد آخر خارج الحدود القطعية المبينة في صلب هذه المعاهدة. إن الإمام الملك يحيى يتنازل بهذه المعاهدة عن أي حق يدعيه باسم الوحدة اليمانية أو غيرها في البلاد التي هي بموجب هذه المعاهدة تابعة للمملكة العربية السعودية من البلاد التي كانت بيد الأدارسة أو آل عايض أو في نجران وبلاد يام، كما أن الإمام عبد العزيز يتنازل بهذه المعاهدة عن أي حق يدعيه من حماية واحتلال أو غيرهما في البلاد التي هي بموجب هذه المعاهدة تابعة لليمن من البلاد التي كانت بيد الأدارسة أو غيرها. المادة الثالثة: يتفق الفريقان الساميان المتعاقدان على الطريقة التي تكون بها الصلات والمراجعات بما فيها حفظ مصالح الطرفين وبما لا ضرر فيه على أيهما، على أن لا يكون ما يمنحه أحد الفريقين الساميين المتعاقدين للآخر أقل مما يمنحه لفريق ثالث ولا يوجب هذا على أي الفريقين أن يمنح الآخر أكثر مما يقابله بمثله. المادة الرابعة: خط الحدود الذي يفصل بين بلاد كل من الفريقين الساميين المتعاقدين موضح بالتفصيل الكافي فيما يلي، ويعتبر هذا الخط حدًا فاص ً لا قطعيًا بين البلاد التي تخضع لكل منهما. يبدأ خط الحدود بين المملكتين اعتبارًا من النقطة الفاصلة بين (ميدي) و(الموسم) على ساحل البحر الأحمر إلى جبال تهامة في الجهة الشرقية، ثم يرجع شما ً لا إلى أن ينتهي إلى الحدود الغربية الشمالية التي بين (بني جماعة) ومن يقابلهم من جهة الغرب والشمال ثم ينحرف إلى جهة الشرق إلى أن ينتهي إلى ما بين حدود (نقعه) و(عار) التابعتين لقبيلة (وائلة) وبين حدود يام ثم ينحرف إلى أن يبلغ مضيق (مروان) و(عقبة رفادة)، ثم ينحرف إلى جهة الشرق حتى ينتهي من جهة الشرق إلى أطراف الحدود بين من عدا (يام) من (همدان بن زيد وائلي) وغيره وبين (يام) فكل ما عن يمين الخط المذكور الصاعد من النقطة المذكورة التي على ساحل البحر إلى منتهى الحدود في جميع جهات الجبال المذكورة فهو من المملكة العربية السعودية، فما هو من جهة اليمن المذكورة هو / ميدي / و/ حرض/ وبعض قبيلة / الحراث / و/ المير / وجبال / الظاهر / و/ شذا / و/ الضيعة / وبعض / العبادل / وجميع بلاد وجبال / رازح / و/ منبه / مع / عرو آل مشيخ / وجميع بلاد وجبال / بني جماعة / و/ سحار الشام يباد / وما يليها ومحل / مريصعه وعموم / سحار / و/ نقعة / و/ دعار / وعموم / وائلة / وكذا الفرغ مع / عقبة نهوقة / وعموم من عدا / يام / و/ وادعة ظهران / من / همدان بن زيد / هؤلاء المذكورون وبلادهم بحدودها المعلومة، وكل ما هو بين الجهات المذكورة وما يليها مما لم يذكر اسمه، مما كان مرتبطًا ارتباطًا فعليًا أو تحت ثبوت يد المملكة اليمانية قبل سنة 1352 هـ، كل ذلك هو في جهة اليمين فهو من المملكة اليمانية، وما هو في جهة اليسار المذكورة وهو / الموسم / و/ وعلان / وأكثر / الحرشا / و/ الخوبة / و/ الجابري / وأثر / العبادل / وجميع / فيفا / و/ بني مالك / و/ بني حريص / / وآل تليد / و/ قحطان / و/ ظهران وادعة / وجميع / وادعة ظهران / مع مضيق / مروان / و/ عقبة رفادة / وما خلفهما من جهة الشرق والشمال من / يام / و/ نجران / و/ وائلة / وكل ما هو تحت / عقبة نهوقة / إلى أطراف نجران ويام من جهة الشرق، هؤلاء المذكورون وبلادهم بحدودها المعلومة، وكل ما هو بين الجهات المذكورة وما يليها مما لم يذكر اسمه مما كان مرتبطًا ارتباطًا فعليًا أو تحت ثبوت يد المملكة العربية السعودية قبل سنة 1352 هـ، كل ذلك هو في جهة يسار الخط المذكور فهو من المملكة العربية السعودية، وما ذكر من يام ونجران و/ الحضن / و/ زور وادعة / وسائر من هو في نجران من وائلة، فهو بناء على كل ما كان من تحكيم الإمام يحيى للملك عبد العزيز في / يام / والحكم من الملك عبد العزيز بأن جميعها تتبع المملكة العربية السعودية، وحيث إن / الحضن / و/ زور وادعة / ومن هو من وائلة في نجران هم من وائلة، ولم يكن دخولهم في المملكة العربية السعودية إ ّ لا لما ذكر، فذلك لا يمنعهم ولا يمنع إخوانهم وائلة من التمتع بالصلاة والمواصلات والتعاون المعتاد والمتعارف به. ثم يمتد هذا الخط من نهاية الحدود المذكورة آنفًا بين أطراف قبائل المملكة العربية السعودية وأطراف من عدا / يام / من / همدان بن زيد / وسائر قبائل اليمن، فللمملكة اليمانية كل الأطراف والبلاد اليمانية إلى منتهى حدود اليمن من جميع الجهات وللمملكة العربية السعودية كل الأطراف والبلاد إلى منتهى حدودها من جميع الجهات، وكل ما ذكر في هذه المادة من نقط شمال وجنوب وشرق وغرب فهو باعتبار كثرة إتجاه ميل خط الحدود في إتجاه الجهات المذكورة، وكثيرًا ما تميل لتداخل ما إلى كل من المملكتين. أما تعيين وتثبيت الخط المذكور وتمييز القبائل وتحديد ديارها على أكمل الوجوه فيكون إجراؤه بواسطة هيئة مؤلفة من عدد متساوٍ من الفريقين بصورة ودية أخوية بدون حيف بحسب العرف والعادة الثابتة عند القبائل. المادة الخامسة: نظرًا لرغبة كل من الفريقين الساميين المتعاقدين في دوام السلم والطمأنينة والسكون وعدم إيجاد أي شيء يشوش الأفكار بين المملكتين فإنهما يتعهدان تعهدًا متقاب ً لا بعدم إحداث أي بناء محصن في مساحة خمسة كيلومترات في كل جانب من جانبي الحدود في كل المواقع والجهات على طول خط الحدود. المادة السادسة: يتعهد كل من الفريقين الساميين المتعاقدين بأن يسحب جنده فورًا عن البلاد التي أصبحت بموجب هذه المعاهدة تابعة للفريق الآخر مع صون الأهلين والجند عن كل ضرر. المادة السابعة: يتعهد الفريقان الساميان المتعاقدان بأن يمنع كل منهما أهالي مملكته عن كل ضرر وعدوان على أهالي المملكة الأخرى في كل جهة وطريق، وبأن يمنع الغزو بين أهل البوادي من الطرفين، ويرد كل ما ثبت أخذه بالتحقيق الشرعي من بعد إبرام هذه المعاهدة وضمان ما تلف وبما يلزم بالشرع فيما وقع من جناية قتل أو جرح، بالعقوبة الحاسمة على من ثبت منهم العدوان. ويظل العمل بهذه المادة ساريًا إلى أن يوضع بين الفريقين اتفاق آخر لكيفية التحقيق وتقدير الضرر والخسائر. المادة الثامنة: يتعهد كل من الفريقين الساميين المتعاقدين تعهدًا متقاب ً لا بأن يمتنعا عن الرجوع للقوة لحل المشكلات بينهما وبأن يعملا جهدهما لحل ما يمكن أن ينشأ بينهما من الاختلاف، سواء كانت سببه ومنشؤه هذه المعاهدة أو تفسير كل أو بعض موادها، أم كان ناشئًا عن أي سبب آخر بالمراجعات الودية، وفي حالة عدم إمكان التوفيق بهذه الطريقة، يتعهد كل منهما بأن يلجأ إلى التحكيم الذي توضح شروطه وكيفية طلبه وحصوله في ملحق مرفق بهذه المعاهدة، ولهذا الملحق نفس القوة والنفوذ الذين لهذه المعاهدة ويحسب جزءًا منها أو بعضها متممًا للكل فيها. المادة التاسعة: يتعهد كل من الفريقين الساميين المتعاقدين بأن يمنع بكل ما لديه من الوسائل المادية والمعنوية، استعمال بلاده قاعدة ومركزًا لأي عمل عدواني أو شروع فيه أو استعداد له ضد بلاد الفريق الآخر، كما أنه يتعهد باتخاذ التدابير الآتية بمجرد وصول طلب خطي من حكومة الفريق الآخر وهي: 1 - إذا كان الساعي في عمل الفساد من رعايا الحكومة المطلوب منها اتخاذ التدابير، فبعد التحقيق الشرعي وثبوت ذلك يؤدب فورًا من قبل حكومته بالأدب الرادع الذي يقضي على فعله ويمنع وقوع أمثاله. 2 - إن كان الساعي في عمل الفساد من رعايا الحكومة الطالبة اتخاذ التدابير، فإنه يلقى القبض عليه فورًا من قبل الحكومة المطلوب منها ويسلم إلى حكومته الطالبة، وليس للحكومة المطلوب منها التسليم عذر عن إنفاذ الطلب، وعليها إتخاذ كافة الإجراءات لمنع فرار الشخص المطلوب أو تمكينه من الهرب وفي الأحوال التي يتمكن فيها الشخص المطلوب من الفرار فإن الحكومة التي فر من أراضيها تتعهد بعدم السماح له بالعودة إلى أراضيها مرة أخرى، وان تمكن من العودة إليها يلقى القبض عليه ويسلم إلى حكومته. 3 - وإن كان الساعي في عمل الفساد من رعايا حكومة ثالثة، فإن الحكومة المطلوب منها والتي يوجد الشخص على أراضيها، تقوم فورًا وبمجرد تلقيها الطلب من الحكومة الأخرى بطرده من بلادها، وعده شخصًا غير مرغوب فيه، ويمنع من العودة إليها في المستقبل. المادة العاشرة: يتعهد كل من الفريقين الساميين بعدم قبول من يفر عن طاعة دولته كبيرًا كان أم صغيرًا، موظفًا كان أم غير موظف، فردًا كان أم جماعة، ويتخذ كل من الفريقين الساميين المتعاقدين كافة التدابير الفعالة من إدارية وعسكرية وغيرها لمنع دخول هؤلاء الفارين إلى حدود بلاده فإن تمكن أحدهم أو كلهم من اجتياز خط الحدود بالدخول في أراضيه فيكون عليه واجب نزع السلاح من الملتجئ وإلقاء القبض عليه، وتسليمه إلى حكومة بلاد الفار منها، وفي حالة عدم إمكان القبض عليه تتخذ كافة الوسائل لطرده من البلاد التي لجأ إليها إلى بلاد الحكومة التي يتبعها. المادة الحادية عشرة: يتعهد كل من الفريقين الساميين المتعاقدين بمنع الأفراد والعمال والموظفين التابعين له من المداخلة بأي وجه كان مع رعايا الفريق الآخر بالذات أو بالواسطة، ويتعهد باتخاذ كامل التدابير التي تمنع حدوث القلق أو توقع سوء التفاهم بسبب الأعمال المذكورة. المادة الثانية عشرة: يعترف كل من الفريقين الساميين المتعاقدين بأن أهل كل جهة من الجهات الصائرة إلى الفريق الآخر بموجب هذه المعاهدة رعية لذلك الفريق الآخر. ويتعهد كل منهما بعدم قبول أي شخص أو أشخاص من رعايا الفريق الآخر رعية له إ ّ لا بموافقة ذلك الفريق، وبأن تكون معاملة رعايا كل من الفريقين في بلاد الفريق الآخر طبقًا للأحكام الشرعية المحلية. المادة الثالثة عشرة: يتعهد كل من الفريقين الساميين المتعاقدين بإعلان العفو الشامل الكامل عن سائر الإجرام والأعمال العدائية التي يكون قد ارتكبها فرد أو أفراد من رعايا الفريق الآخر المقيمين في بلاده (أي في بلاد الفريق الذي منه إصدار العفو) كما أنه يتعهد بإصدار عفو عام شامل كامل عن أفراد رعاياه الذين لجؤوا أو انحازوا أو بأي شكل من الأشكال انضموا إلى الفريق الآخر، من كل جناية، ومال أخذوا، منذ لجؤوا إلى الفريق الآخر إلى عددهم كائنًا ما كان ما بلغ، وبعدم السماح بإجراء أي نوع من الإيذاء، أو التعقيب أو التضييق بسبب ذلك الالتجاء، أو الانحياز أو الشكل الذي انضموا بموجبه، وإذا حصل ريب عند أي الفريقين بوقوع شيء مخالف لهذا العهد كان لمن حصل عنده الريب أو الشك من الفريقين مراجعة الفريق الآخر لأجل اجتماع المندوبين، الموقعين على هذه المعاهدة، وإن تعذر على أحدهما الحضور فينيب عنه آخر له كامل الصلاحية والإطلاع على تلك النواحي ممن له كامل الرغبة والعناية بصلاح ذات البين والوفاء بحقوق الطرفين بالحضور لتحقيق الأمر، حتى لا يحصل أي حيف ولا نزاع، وما يقرره المندوبان يكون نافذًا. المادة الرابعة عشرة: يتعهد كل من الفريقين الساميين المتعاقدين برد وتسليم أملاك رعاياه الذين يعفى عنهم إليهم أو إلى ورثتهم، عند رجوعهم إلى وطنهم خاضعين لأحكام مملكتهم، وكذلك يتعهد الفريقان الساميان المتعاقدان بعدم حجز أي شيء من الحقوق والأملاك التي تكون لرعايا الفريق الآخر في بلاده ولا يعرقل استثماره أو أي نوع من أنواع التصرفات الشرعية فيها. المادة الخامسة عشرة: يتعهد كل من الفريقين الساميين المتعاقدين بعدم المداخلة مع فريق ثالث سواء كان فردًا أم هيئة أم حكومة، أو الاتفاق معه على أي أمر يخل بمصلحة الفريق الآخر أو يضر ببلاده أو يكون من ورائه إحداث المشكلات والصعوبات له أو يعرض منافعها ومصالحها أو كيانها للأخطار. المادة السادسة عشرة: يعلن الفريقان الساميان المتعاقدان اللذان تجمعهما روابط الأخوة الإسلامية، والعنصرية العربية، أن أمتهما أمة واحدة، وأنهما لا يريدان بأحد شرًا وأنهما يعملان جهدهما لأجل ترقية شؤون أمتهما في ظل الطمأنينة والسكون وأن يبذلا وسعهما في سائر المواقف لما فيه الخير لبلاديهما وأمتهما غير قاصدين بهذا أية عداوة على أية أمة. المادة السابعة عشرة: في حالة الحصول اعتداء على بلاد أحد الفريقين الساميين المتعاقيدن يتحتم على الفريق الآخر أن ينفذ التعهدات الآتية: أولاً : الوقوف على الحياد التام سرًا وعلنًا. ثانيًا: المعاونة الأدبية والمعنوية الممكنة. ثالثًا: الشروع في المذاكرة مع الفريق الآخرة لمعرفة أنجح الطرق لضمان وسلامة بلاد الفريق الآخر ومنع الضرر عنهما والوقوف في موقف لا يمكن تأويله بأنه تعضيد للمعتدي الخارجي. المادة الثامنة عشرة: في حالة حصول فتن واعتداءات داخلية في بلاد أحد الفريقين الساميين المتعاقدين يتعهد كل منهما تعهدًا متقاب ً لا بما يأتي: أولاً : إتخاذ التدابير الفعالة اللازمة لعدم تمكين المعتدين أو الثائرين من الاستفادة من أراضيه. ثانيًا: منع التجاء اللاجئين إلى بلاده، وتسليمهم أو طردهم إذا لجؤوا إليها كما هو موضح (في المادة التاسعة والعاشرة أعلاه). ثالثًا: منع رعاياه من الاشتراك مع المعتدين أو الثائرين وعدم تشجيعهم أو تموينهم. رابعًا: منع الإمدادات، والأرزاق، والمؤن والذخائر، عن المعتدين أو الثائرين. المادة التاسعة عشرة: يعلن الفريقان الساميان المتعاقدان رغبتهما في عمل كل ممكن لتسهيل المواصلات البريدية والبرقية وتزييد الاتصال بين بلاديهما وتسهيل تبادل السلع والحاصلات الزراعية والتجارية بينهما. وفي إجراء مفاوضات تفصيلية، من أجل عقد اتفاق جمركي، يصون مصالح بلاديهما الاقتصادية بتوحيد الرسوم الجمركية في عموم البلدين، أو بنظام خاص بصورة كاملة لمصالح الطرفين، وليس في هذه المادة ما يقيد حرية أحد الفريقين الساميين المتعاقدين في أي شيء حتى يتم عقد الاتفاق المشار إليه. المادة العشرون: يعلن كل من الفريقين الساميين المتعاقدين استعداده لأن يأذن لممثليه ومندوبيه في الخارج إن وجدوا بالنيابة عن الفريق الآخر متى أراد الفريق الآخر ذلك في أي شيء، وفي أي وقت، ومن المفهوم أنه حينما يوجد في ذلك العمل شخص من كل من الطرفين، في مكان واحد فإنهما يتراجعان فيما بينهما لتوحيد خطتهما، للعمل العائد لمصلحة البلدين، التي هي كلمة واحدة، ومن المفهوم أن هذه الماة لا تقيد حرية أحد الجانبين بأية صورة كانت في أي حق له كما أنه لا يمكن أن تفسر بحجز حرية أحدهما أو إضراره لسلوك هذه الطريقة. المادة الحادية والعشرون: يلغى ما تتضمنه الاتفاقية الموقع عليها في 5 شعبان سنة 1350 هـ على كل حال اعتبارًا من تاريخ هذه المعاهدة. المادة الثانية والعشرون: تبرم هذه المعاهدة وتصدق من قبل حضرة صاحبي الالملكين في أقرب مدة ممكنة نظرًا لمصلحة الطرفين في ذلك، وتصبح نافذة المفعول من تاريخ تبادل قرارات إبرامها مع استثناء ما نص عليه في المادة الأولى من إنهاء حالة الحرب بمجرد التوقيع. وتظل سارية المفعول مدة عشرين سنة قمرية تامة، ويمكن تجديدها أو تعديلها خلال الستة الأشهر التي تسبق تاريخ انتهاء مفعولها، فإن لم تجدد أو تعدل في ذلك التاريخ تظل سارية المفعول إلى ما بعد ستة أشهر من إعلام أحد الفريقين المتعاقدين الفريق الآخر رغبته في التعديل. المادة الثالثة والعشرون: تسمى هذه المعاهدة بمعاهدة الطائف، وقد حررت من نسختين باللغة العربية الشريفة بيد كل من الفريقين الساميين المتعاقدين نسخة، وإشهادًا بالواقع وضع كل من المندوبين المفوضين توقيعه. (6 صفر سنة 1353 هـ 19\5\1934 م). عن السعودية- - - - - - - - - - - - - - عن اليمن الأمير خالد بن عبد العزيز - - - - -عبد الله بن أحمد الوزير الملحق الثاني عهد التحكيم بين المملكة العربية السعودية وبين مملكة اليمن بما ان حضرة صاحبي الالإمامين الملك عبد العزيز ملك المملكة العربية السعودية والملك يحيى ملك اليمن قد اتفقا بموجب المادة الثامنة من معاهدة الصلح والصداقة وحسن التفاهم المسماة بمعاهدة الطائف والموقع عليها في السادس من شهر صفر سنة ثلاث وخمسين بعد الثلاثمائة والألف على أن يحيلا إلى التحكيم أي نزاع أو اختلاف ينشأ عن العلاقات بينهما وبين حكومتيهما وبلاديهما متى عجزت سائر المراجعات الودية عن حله فإن الفريقين الساميين المتعاقدين يتعهدان بإجراء التحكيم على الصورة المبنية في المواد الآتية: المادة الأولى: يتعهد كل من الفريقين الساميين المتعاقدين بأن يقبل بإحالة القضية المتنازع فيها على التحكيم خلال شهر واحد من تاريخ استلام طلب إجراء التحكيم من الفريق الآخر إليه. المادة الثانية: يجري التحكيم من قبل هيئة مؤلفة من عدد متساوٍ من المحكمين ينتخب كل فريق نصفهم ومن حكم وازع ينتخب باتفاق الفريقين الساميين المتعاقدين وإن لم يتفقا على ذلك يرشح كل منهما شخصًا فإن قبل أحد الفريقين بالمرشح الذي يقدمه الفريق الآخر فيصبح وازعًا وإن لم يمكن الاتفاق على ذلك تجرى القرعة على أيهما يكون وازعًا مع العلم بأن القرعة لا تجرى إلا على الأشخاص المقبولين من الطرفين. فمن وقعت القرعة عليه أصبح رئيسًا لهيئة التحكيم ووازعًا للفصل في القضية وإن لم يحصل الاتفاق على الأشخاص المقبولين من الطرفين تجري المراجعات فيما بعد إلى أن يحصل الاتفاق على ذلك. المادة الثالثة: يجب أن يتم اختيار هيئة التحكيم ورئيسها خلال شهر واحد من بعد انقضاء الشهر المعين لإجابة الفريقين المطلوب منه الموافقة على التحكيم لقبوله لطلب الفريق الآخر. وتجتمع هيئة المحكمين في المكان الذي يتم الاتفاق عليه في مدة لا تزيد عن شهر واحد بعد انقضاء الشهرين المعنيين في أول المادة. وعلى هيئة المحكمين أن تعطي حكمها خلال مدة لا يمكن بأي حال من الأحوال أن تزيد عن شهر واحد من بعد انقضاء المدة التي عينت للاجتماع كما هو مبين أعلاه. ويعطى حكم هيئة التحكيم بالأكثرية ويكون الحكم ملزمًا للفريقين ويصبح تنفيذه واجبًا بمجرد صدوره وتبليغه. ولكل من الفريقين الساميين المتعاقدين أن يعين الشخص أو الأشخاص الذين يريدهم للدفاع عن وجهة نظره أمام هيئة التحكيم وتقديم البيانات والحجج اللازمة لذلك. المادة الرابعة: أجور محكمي كل فريق عليه وأجور رئيس هيئة التحكيم مناصفة بينهما وكذلك الحكم في نفقات المحاكمة الأخرى. المادة الخامسة: يعتبر هذا العهد جزءًا متممًا لمعاهدة الطائف الموقع عليها في هذا اليوم السادس من شهر صفر سنة ثلاث وخمسين بعد الثلاثمائة والألف ويظل ساري المفعول مدة سريان المعاهدة المذكورة، وقد حرر هذا من نسختين باللغة العربية يكون بيد كل من الفريقين الساميين المتعاقدين نسخة. وقرارًا بذلك جرى توقيعه في اليوم السادس من شهر صفر سنة ثلاث وخمسين بعد الثلاثمائة والألف. الملك خالد ين عبد العزيز عبد الرحمن الفيصل ال سعود وابن الملك عبد العزيز بن عبد الرحمن الفيصل بن تركي ال سعود ملك المملكة العربية السعودية | معاهدة الطائف |

## وصلات خارجية
- قراءة فاحصة في معاهدة "الطائف" وما تمخض عنها من تطورات